# Henry Fielding
 Der er for få eller ingen kildehenvisninger i denne artikel, hvilket er et problem. Du kan hjælpe ved at angive troværdige kilder til de påstande, som fremføres i artiklen.

Henry Fielding (født 22. april 1707, død 8. oktober 1754) var en engelsk romanforfatter og dramatiker. Han er særlig kendt for romanen Tom Jones.

## Biografi
Fielding blev født ind i en aristokratisk familie i Sharpham ved Glastonbury i Somerset. Efter endt skolegang ved Eton College flyttede han til London og påbegyndte sin litterære karriere. Efter afbrudte jurastudier i Leiden i Holland, begyndte han at skrive for teateret – stykker som til dels var stærkt kritiske overfor Robert Walpoles siddende regering. Fieldings stykker regnes for at være medvirkende til at parlamentet i 1737 vedtog en lov som indførte censur af teatrene. Efter at censurloven havde gjort politisk satire praktisk talt umulig, vendte Fielding sig igen mod juraen og endte med at uddanne sig til advokat.
Fielding holdt dog ikke op med at skrive politisk satire; blandt andet havde han en vis succes med læsedramaet Tragedy of Tragedies. Han fortsatte med at lufte sine liberale synspunkter i pressen, og da gerne under pseudonymet "Captain Hercules Vinegar". Fieldings karriere som romanforfatter begyndte nærmest ved et tilfælde. I irritation over den succes, som Richardsons opnåede med sin moralistiske og melodramatiske roman Pamela, udgav han anonymt i 1741 Shamela (egentlig An Apology for the Life of Mrs. Shamela Andrews), en parodi i Jonathan Swifts og John Gays ånd.
Året efter fulgte han op med romanen Joseph Andrews, angivelig om Pamelas bror. Selv om den også har parodiske elementer, regnes den som Fieldings debut som seriøs romanforfatter. Der er imidlertid gode grunde til at betragte The History of the Life of the Late the Great fra 1743 som hans første roman, i og med at meget af denne var skrevet før Shamela og Joseph Andrews. Den er en satire over Robert Walpole, hvori han drager paralleller mellem statsministeren og den berygtede landevejsrøver Jonathan Wild. Mr. Jonathan Wild indgår som tredje bind i romanserien Miscellanies.
Fieldings mest kendte værk er romanen The History of Tom Jones, a Foundling fra 1749, som skildrer hvordan hittebarnet Tom Jones arbejder sig frem til rigdom.
Til trods for sin satiriske virksomhed opnåede Fielding i 1748 at blive udnævnt til stillingen som Londons borgmester. Han er af eftertiden vurderet som en af århundredets bedste i dette job, og gjorde meget for at indføre juridiske reformer, kombineret med en styrkelse af ordensmagten og mildere afsoningsforhold. Blandt andet talte og skrev han mod offentlig hængning som afstraffelsesmetode.
I 1752 stiftede Fielding enmandstidsskriftet The Covent Garden Journal under pseudonymet sir Alexander Drawcansir, censor over Storbritannien. Her annoncerede han, at der ikke ville komme flere romaner fra hans hånd. Tidsskriftet udkom to gange om ugen, men gik ind senere på året; dette tidsskrift gav alligevel et interessant indblik i Fieldings syn på litteratur, moral og sociale spørgsmål. Hans skarpe vid mærkes til fulde også i tidsskriftsartiklerne, som bragte ham ud i konflikte med nogle af datidens litterater, bl.a. Tobias Smollett.
Fieldings virke som forfatter og offentlig tjenestemand blev afbrudt af svigtende helbred. I 1754 rejste han til Portugal på et kurophold, men døde i Lissabon kort efter ankomsten. Han er begravet ved den engelske kirke i Lissabon.

## Værker (i udvalg)

### Skuespil
- Love in Several Masques, 1728
- Rape upon Rape, 1730.
- The Temple Beau, 1730
- The Author's Farce, 1730
- The Tragedy of Tragedies; or, The Life and Death of Tom Thumb, 1731
- Grub-Street Opera, 1731
- The Modern Husband, 1732
- Pasquin, 1736
- The Historical Register for the Year 1736, 1737

### Romaner
- An Apology for the Life of Mrs. Shamela Andrews, 1741
- The History of the Adventures of Joseph Andrews and of his Friend, Mr. Abraham Abrams, 1742; norsk oversættelse 1999: Joseph Andrews ISBN 82-03-20295-0
- The Life and Death of Jonathan Wild, the Great, 1743
- Miscellanies – samleværk, 1743
- The History of Tom Jones, a Foundling – roman, 1749
- Amelia – roman, 1751

### Sagprosa
- The Female Husband or the Surprising History of Mrs Mary alias Mr George Hamilton, who was convicted of having married a young woman of Wells and lived with her as her husband, taken from her own mouth since her confinement, fiktionel pamflet, 1746
- A Journey from This World to the Next, 1749
- Enquiry into the causes of the late increase of robbers etc., 1751
- Examples of the Interposition of Providence, in the Detection and Punishment of Murder, 1752
- A proposal for making an effectual provision for the poor, 1753
- Journal of a Voyage to Lisbon – rejseskildring, 1755
- Tom Thumb N.D.

### Periodica
- The Covent Garden Journal, 1752